# 로드노베리에
- "콜로브랏"(Коловрат)이라는 이름의 이 기호는 초기 슬라브족의 태양의 상징이었다.
- 만자문은 여러 가지 형태로 나타나는데, 대개 팔이 곡선형으로 전체적으로 부러진 원형을 이룬다. 초기 슬라브 문화에서 매우 흔한 신앙 상징물이다. 만자문은 유럽 전역에서 종교 상징물로서 발견된다.
- "신들의 손"은 슬라브 이전 프르제보르스크 문화의 유골함에서 발견된 문양이다.[1] 폴란드의 어떤 토착 신앙의 상징이었을 것이다.[2]

로드노베리에(러시아어: родноверие < родная вера 로드나야 베라[*]→토착 신앙)는 슬라브족의 민족종교(슬라브 신화로 흔적만 남아있는 그것)를 현대에 재현하려는 시도를 말한다. 범신론적 다신교의 성격을 띠고 있으며, 슬라브 전통 신들을 숭배하고 슬라브 고유 문화와 민속에 관심을 가진다.